# Adelaide Oval
Het Adelaide Oval is een multifunctioneel stadion in Adelaide, een stad in Australië. 
Het stadion werd geopend in 1871. In 2009 vonden er grondige renovaties plaats. De deelstaat zegde $535 miljoen toe om het hele gebied zo te moderniseren dat er grote (internationale) evenementen georganiseerd konden blijven worden. In november 2010 was de oude westelijke tribune vervangen voor een nieuwe met meer capaciteit. Daar kwamen in 2012 weer twee nieuwe tribunes bij (zuid en oost). In het stadion is plaats voor 53.583 toeschouwers. Het veld is 167 bij 124 meter.
Dit stadion wordt vooral gebruikt voor cricket en Australian football. Verder worden ook rugby-, voetbal-, en tenniswedstrijden gespeeld. Ten slotte zijn er regelmatig concerten in dit stadion. De cricketclub Adelaide Strikers maakt sinds 2011 gebruik van dit stadion en de Australian footballclub Adelaide Football Club sinds 2014. Ook het cricketteam van Zuid-Adelaide maakt er gebruik van. In 2003 werd van dit stadion gebruik gemaakt voor het wereldkampioenschap rugby en in 2015 voor het wereldkampioenschap cricket.

## Website
www.adelaideoval.com